# Un Français idiot
Un Français idiot est une nouvelle d’Anton Tchekhov.

## Historique
Un Français idiot est initialement publié dans la revue russe Les Éclats, numéro 7, du 15 février 1886, sous le pseudonyme d’A.Tchekhonte. Aussi traduit en français sous le titre Un Français stupide.
C’est une nouvelle humoristique sur la capacité d’absorption de nourriture des Russes.

## Résumé
De passage à Moscou, le clown Henri prend son déjeuner au restaurant Testov. Il hésite entre un consommé et un rôti, se décide pour le consommé : cela sera plus léger. À côté de lui, un Russe corpulent attaque ses cinq crêpes arrosées de beurre fondu et de caviar. Il n'a pas sitôt fini qu'il commande une dizaine de crêpes avec une assiette d’esturgeon et une de saumon.
Henri est stupéfait de la rapidité avec laquelle son voisin engloutit la nourriture : est-il malade ? L'homme redemande du caviar : comment fait-il ? En France, on paierait pour voir un tel phénomène. Le voisin commande une bouteille de vin rouge, puis une soupe d’esturgeon : faut-il appeler la police ? Pourquoi le serveur continue-t-il de le servir ?
Le voisin se tourne vers Henri pour se plaindre de la lenteur du service : cela lui coupe l’appétit, il est pressé, il est quinze heures et il doit être à dix-sept heures à un souper ! Henri est sidéré, il ne peut plus supporter de voir tant de nourriture, il plaint l’homme. Ce dernier lui rétorque qu’ici, en Russie, c’est normal.

## Édition française
- Un Français stupide, traduit par Edouard Parayre, Les Éditeurs Français Réunis, 1958.